# Ronco Briantino
Ronco Briantino är en ort och kommun i provinsen Monza e Brianza i regionen Lombardiet i Italien. Kommunen hade 3 503 invånare (2018).